# Панайотіс Цінтотас
Панайотіс Цінтотас (грец. Παναγιώτης Τσιντώτας, нар. 4 липня 1993, Катеріні) — грецький футболіст, воротар клубу «ПАС Яніна».

## Клубна кар'єра
Народився 4 липня 1993 року в місті Катеріні. Вихованець футбольної школи клубу «Пієрікос». Дорослу футбольну кар'єру розпочав 2009 року в основній команді того ж клубу, в якій провів три сезони, взявши участь у 5 матчах другого диивізіону чемпіонату Греції.
Своєю грою за цю команду привернув увагу представників тренерського штабу вищолігового клубу «Левадіакос», до складу якого приєднався 2012 року. Втім тривалий час Панайотіс грав за молодіжну команду лівадійського клубу. Лише 26 квітня 2015 року він дебютував за першу команду в домашній грі проти «Атромітоса». Більшість часу Цінтотас був запасним воротарем, лише у сезоні 2015/16 частину часу грав у основі, провівши 17 ігор Суперліги.
24 червня 2017 року Цінтотас приєднався до АЕКа, підписавши трирічний контракт. Станом на 31 грудня 2022 року відіграв за афінський клуб 58 матчів у національному чемпіонаті.

## Виступи за збірну
2011 року дебютував у складі юнацької збірної Греції (U-19), загалом на юнацькому рівні взяв участь у 2 іграх.

## Статистика виступів

### Статистика клубних виступів
| Сезон                  | Команда                | Чемпіонат              | Чемпіонат | Чемпіонат | Національний кубок | Національний кубок | Національний кубок | Континентальні кубки | Континентальні кубки | Континентальні кубки | Інші змагання | Інші змагання | Інші змагання | Усього | Усього | Усього |
| Сезон                  | Команда                | Ліга                   | Ігор      | Голів     | Ліга               | Ігор               | Голів              | Ліга                 | Ігор                 | Голів                | Ліга          | Ігор          | Голів         | Ігор   | Голів  |        |
| ---------------------- | ---------------------- | ---------------------- | --------- | --------- | ------------------ | ------------------ | ------------------ | -------------------- | -------------------- | -------------------- | ------------- | ------------- | ------------- | ------ | ------ | ------ |
| 2011–12                | «Пієрікос»             | ФЛ (ІІ)                | 5         | -4        | КГ                 | 0                  | 0                  |                      | -                    | -                    |               | -             | -             | 5      | -4     |        |
| 2012–13                | «Левадіакос»           | СЛ                     | 0         | 0         | КГ                 | 0                  | 0                  |                      | -                    | -                    |               | -             | -             | 0      | 0      |        |
| 2013–14                | «Левадіакос»           | СЛ                     | 0         | 0         | КГ                 | 0                  | 0                  |                      | -                    | -                    |               | -             | -             | 0      | 0      |        |
| 2014–15                | «Левадіакос»           | СЛ                     | 1         | -1        | КГ                 | 1                  | 0                  |                      | -                    | -                    |               | -             | -             | 2      | -1     |        |
| 2015–16                | «Левадіакос»           | СЛ                     | 17        | –         | КГ                 | 2                  | -3                 |                      | -                    | -                    |               | -             | -             | 19     | -22    |        |
| 2016–17                | «Левадіакос»           | СЛ                     | 0         | 0         | КГ                 | 0                  | 0                  |                      | -                    | -                    |               | -             | -             | 0      | 0      |        |
| Усього за «Левадіакос» | Усього за «Левадіакос» | Усього за «Левадіакос» | 18        | –         |                    | 3                  | -3                 |                      | -                    | -                    |               | -             | -             | 21     | -23    |        |
| 2017–18                | АЕК                    | СЛ                     | 15        | -7        | КГ                 | 2                  | 0                  | ЛЧ+ЛЄ                | 0+1                  | 0                    |               | -             | -             | 18     | -7     |        |
| Усього за кар'єру      | Усього за кар'єру      | Усього за кар'єру      | 38        | -31       |                    | 5                  | -3                 |                      | 1                    | 0                    |               | -             | -             | 44     | -34    |        |